# Дубівка (заповідне урочище)
Ду́бівка — заповідне урочище в Україні. Розташоване в межах Сторожинецького району Чернівецької області, на північний захід від села Нова Красношора. 
Площа 8,9 га. Статус присвоєно згідно з рішенням облвиконкому від 30.05.1979 року № 198. Перебуває у віданні ДП «Сторожинецький лісгосп» (Чудейське л-во, кв. 6, вид. 1; кв.7, вид. 3). 
Статус присвоєно для збереження частини лісового масиву з насадженнями дуба віком 120 років.